# Бойко Олександр В'ячеславович
Олекса́ндр В'ячесла́вович Бо́йко (15 січня 1977, смт Клевань — 12 лютого 2015, с. Водяне, Ясинуватського району Донецької області) — сержант Збройних сил України, учасник російсько-української війни.

## Короткий життєпис
Працював у селі Зоря Рівненського району на тепличному комплексі, був електриком і спеціалістом з контрольно-вимірювальних приладів. Захоплювався квітникарством і фотографуванням.
Мобілізований у серпні 2014-го, старший навідник 4-го мінометного розрахунку, 93-тя окрема механізована бригада.
12 лютого 2015-го загинув від осколкового поранення під час вчиненого терористами мінометного обстрілу села Водяне (Ясинуватський район).
Без Олександра залишилися дружина, син, донька.
Похований у Клевані.

## Нагороди
За особисту мужність і героїзм, виявлені у захисті державного суверенітету та територіальної цілісності України, вірність військовій присязі під час російсько-української війни, відзначений — нагороджений
- орденом «За мужність» III ступеня (посмертно)